# Ectopsocus salpinx
Ectopsocus salpinx är en insektsart som beskrevs av Ian W.B. Thornton och Wong 1968. Ectopsocus salpinx ingår i släktet Ectopsocus och familjen rektangelstövsländor. Inga underarter finns listade i Catalogue of Life.